# Pietro Donà delle Rose
Pierdonato Donà delle Rose (Venezia, 10 gennaio 1914 – Cielo del Mediterraneo Occidentale, 27 agosto 1941) è stato un militare e aviatore italiano, che fu dapprima pilota prima di bombardieri, e poi di aerosiluranti della 283ª Squadriglia durante la seconda guerra mondiale, dove venne decorato con Medaglia d'oro al valor militare alla memoria per il coraggio dimostrato in combattimento.

## Biografia
Nacque a Venezia il 10 gennaio 1914, discendente da un'antica famiglia che aveva dato alla Repubblica tre dogi. Nel settembre 1935 si arruolò nella Regia Aeronautica come Allievo Ufficiale di complemento. Conseguita la qualifica di pilota d'aeroplano entrò alla Scuola di Bombardamento, situata sull'aeroporto della Malpensa, dove nel luglio 1936 conseguì il brevetto di pilota militare su velivolo Fiat B.R.3 e il grado di sottotenente. Rimasto in servizio attivo, il 18 marzo 1937 fu mandato in Africa Orientale rimanendovi fino al luglio 1938 quando rientrò in Patria e fu posto in congedo. Richiamato in servizio nel luglio 1939, frequentò la Scuola di applicazione dell'Aeronautica, e nel marzo 1940, con il precipitare della situazione internazionale, fu nominato sottotenente in servizio permanente effettivo presso il 30º Stormo Bombardamento Terrestre.
Con l'entrata in guerra del Regno d'Italia, avvenuta il 10 giugno successivo, prese parte, distinguendosi, a numerose azioni sull'isola di Malta. 
Il 9 luglio, in contemporanea alla Battaglia di Punta Stilo, partì con il Savoia-Marchetti S.M.79 del Capitano Valerio Scarabellotto dellalla 192ª Squadriglia, 87º Gruppo, 30º Stormo dell'Aeroporto di Sciacca per una missione di ricognizione diurna su Malta scortato da 6 caccia Fiat C-R.42 Falco. Da Malta si alzarono in volo due Hawker Hurricane inglesi della Royal Air Force per intercettare la formazione italiana. Uno scompaginò la scorta, mentre l'altro con ai comandi l'allora Flight Lieutenant George Burges sparò sul suo aereo danneggiandolo al punto di essere convinto di averlo abbattuto, vedendolo perdere quota in fiamme. Non fu così, Scarabellotto pur ferito a morte, prima di dissanguarsi riuscì a mantenere il controllo dell'aereo e a dare istruzioni per consentire un atterraggio di emergenza sull'aeroporto di Comiso, effettuato poi dal sottotenente Donà delle Rose, contribuendo a salvare i superstiti membri dell'equipaggio.
Pietro Donà delle Rose viene decorato quindi con la Medaglia d'argento al valor militare. Dopo aver fatto domanda per entrare nella nuova specialità degli aerosiluranti fu ammesso al 2º Nucleo Addestramento, per essere quindi assegnato nel luglio 1941, al termine del corso, alla 283ª Squadriglia aerosiluranti con il grado di tenente.
Il 27 agosto 1941 il suo aereo prese parte ad una missione contro l'incrociatore ausiliario inglese Deucalion da 12 000 tonnellate che stava navigando 40 miglia a nord di Capo Bougaron (Algeria) insieme ad un altro aerosilurante Savoia-Marchetti S.79 Sparviero pilotato da tenente Alessandro Setti appartenente alla 280ª Squadriglia. Il suo aereo doveva compiere una manovra diversiva atta a costringere la nave inglese a rallentare e deviare la rotta, consentendo al velivolo di Setti di lanciare il siluro da posizione più favorevole. Inquadrato dal tiro contraereo delle armi di prua il suo S.79 venne abbattuto, precipitando in mare con la morte di tutto l'equipaggio. Per onorarne la memoria venne decretata la concessione della Medaglia d'oro al valor militare così come al suo copilota, il tenente di vascello Antonio Forni.

### Annotazioni
1. ↑  Si trattava di Francesco Donà (1468–1553), politico e diplomatico, doge dal 1545 alla morte, Leonardo Donà (1536-1612), politico e diplomatico, doge dal 1606 alla morte, e Nicolò Donà (1540-1618), politico e diplomatico, doge dal 1618 alla morte.
2. ↑  Si trattava di sei aerei appartenenti alla 72ª Squadriglia, 17º Gruppo Caccia Terrestre, al comando del maggiore Bruno Brambilla.
3. ↑  Sul velivolo S.79 nº4 (M.M. 21305), appartenente della 194ª Squadriglia, si trovavano il capitano pilota Valerio Scarabellotto, il sottotenente pilota Pietro Donà delle Rose, il maresciallo pilota Giuseppe Marconi, il sergente maggiore motorista Ivo Ghetti, il 1º aviere marconista Italo De Rui, e l'aviere scelto armiere Augusto del Nero. Il sottotenente Donà delle Rose, si trovava a bordo.
4. ↑  Nell'azione rimase ucciso anche l'aviere scelto armiere Augusto del Nero, che fu decorato con la Medaglia d'argento al valor militare alla memoria.
5. ↑  Secondo fonti inglesi il siluro lanciato dal suo aereo passò a circa 100 metri dalla nave, mentre quello di Setti colpì di striscio la fiancata della nave senza esplodere.

### Fonti
1. 1 2 3 4 5 6  Mattioli 2013, p. 8.
2. ↑  Ufficio Storico dell'Aeronautica Militare 1969, p. 107.
3. ↑  Combattenti Liberazione.
4. ↑  (EN) Group Captain George Burges, su surfcity.kund.dalnet.se, Biplane fighter aces, 4 giugno 2002. URL consultato l'11 giugno 2007.
5. 1 2 3  Mattioli, Postlethwaite 2014, p. 23.
6. 1 2  Mattioli 2013, p. 10.
7. ↑  Mattioli 2013, p. 7.
8. ↑  Mattioli 2013, p. 11.
9. ↑  Ufficio Storico dell'Aeronautica Militare 1969, p. 176.
10. ↑  Bollettino Ufficiale 1942, disp. 42, pag. 2239 e B.U. 1943, disp. 11, pag. 889.